# Theo Rutten
Frans Jozef Theo (Theo) Rutten (Schinnen, 15 september 1899 - Lopik, 21 april 1980) was een Nederlands politicus en minister.
Rutten was vanaf 1931 hoogleraar psychologie aan de Katholieke Universiteit Nijmegen, als opvolger van zijn leermeester Franciscus Roels. In 1948 volgde hij Jos Gielen op als minister van Onderwijs in het kabinet-Drees I. Hij ontvouwde in zijn eerste Onderwijsnota plannen voor een integrale benadering van het voortgezet onderwijs, waarop Cals later zou voortbouwen. Rutten bracht in 1952 een wettelijke regeling voor de opleiding van onderwijzers tot stand. Hij keerde na zijn periode als minister terug naar de wetenschap.
Hij was de vader van de laat-twintigste-eeuwse Nederlandse topambtenaar Frans Rutten.

## Publicaties
- Franciscus Josephus Theodorus Rutten et al. (Ed.) (1955): Menselijke verhoudingen. Bussum: Paul Brand.

- Bibsys: 13063300
- Bibliothèque nationale de France: cb127772579 (data)
- Biografisch Portaal: 26098578
- Digitale Bibliotheek voor de Nederlandse Letteren: rutt007
- Gemeinsame Normdatei: 131399098
- International Standard Name Identifier: 0000 0001 1984 8851
- Library of Congress Control Number: n2005005359
- Mathematics Genealogy Project: 141800
- Nederlandse Thesaurus van Auteursnamen: 068176031
- Parlement.com: vg09llhlqsya
- Istituto Centrale per il Catalogo Unico: NAPV210635
- Système universitaire de documentation: 130558583
- Virtual International Authority File: 37043149
- WorldCat: E39PCjG9jmkCw8PyJTjhxM7DYP